# Antrodia carbonica
Antrodia carbonica är en svampart som först beskrevs av Lee Oras Overholts, och fick sitt nu gällande namn av Ryvarden & Gilb. 1984. Antrodia carbonica ingår i släktet Antrodia och familjen Fomitopsidaceae.   Inga underarter finns listade i Catalogue of Life.